# Barbados president
Barbados president (engelska: President of Barbados)) är landets statschef och väljs med 2/3 delars majoritet i bägge kamrarna av Barbados parlament. Ämbetet instiftades genom grundlagsändringar under hösten 2021, som pådrevs av Barbados premiärminister Mia Mottley, som därmed avskaffade monarkin (där samma person som var Storbritanniens monark även var Barbados monark) och ersatte den med en parlamentarisk republik.
Barbados hade varit självständigt från den forna kolonialmakten Storbritannien sedan 1966, men valt att förbli ett samväldesrike. Prins Charles, prins av Wales  representerade sin mor vid övergångsceremonin i november 2021.
I praktiken innebar det att generalguvernören, som var monarkens lokala representant på Barbados, nu med en annan titel rent formellt blev landets statschef. Barbados är alltjämt ett land med ett statsskick efter Westminstermodellens parlamentarism där det är premiärministern som är den mest inflytelserika posten i kraft av majoritetsstöd i parlaments lägre kammare och som i normala fall ger råd hur presidentens formella befogenheter ska utövas.
Den första presidenten, Sandra Mason, var även den sista generalguvernören.

## Lista över företrädare

### Monark och generalguvernörer (1966–2021)

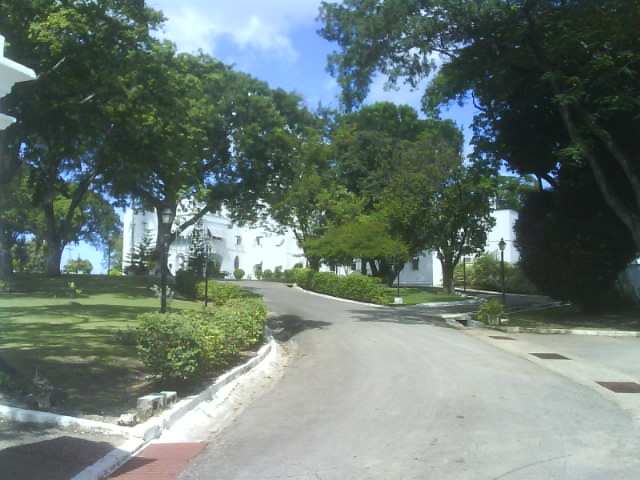
State House i Bridgetown är presidentens officiella residens.

Elizabeth II:s flagga i egenskap av Barbados drottning (1966–2021).

Generalguvernörens flagga (1966–2021).

| Nr | Porträtt | Namn                  | Tillträdde       | Avgick           | Monark       | Ref         |
| -- | -------- | --------------------- | ---------------- | ---------------- | ------------ | ----------- |
| 1  |          | John Montague Stow    | 30 november 1966 | 18 maj 1967      | Elizabeth II | [ 7 ] [ 8 ] |
| 2  |          | Arleigh Winston Scott | 18 maj 1967      | 9 augusti 1976   | Elizabeth II | [ 7 ] [ 8 ] |
| 3  |          | Deighton Lisle Ward   | 17 november 1976 | 9 januari 1984   | Elizabeth II | [ 7 ] [ 8 ] |
| 4  |          | Hugh Springer         | 24 februari 1984 | 6 juni 1990      | Elizabeth II | [ 7 ] [ 8 ] |
| 5  |          | Nita Barrow           | 6 juni 1990      | 19 december 1995 | Elizabeth II | [ 7 ] [ 8 ] |
| 6  |          | Clifford Husbands     | 1 juni 1996      | 31 oktober 2011  | Elizabeth II | [ 7 ] [ 8 ] |
| 7  |          | Elliott Belgrave      | 1 juni 2012      | 30 juni 2017     | Elizabeth II | [ 7 ] [ 8 ] |
| 8  |          | Sandra Mason          | 8 januari 2018   | 30 november 2021 | Elizabeth II | [ 7 ] [ 8 ] |

### Presidenter (2021–)
| Nr | Porträtt | Namn         | Tillträde        | Avgick   | Ref |
| -- | -------- | ------------ | ---------------- | -------- | --- |
| 1  |          | Sandra Mason | 30 november 2021 | sittande |     |